# Los 400 golpes
Los 400 golpes (título original en francés: Les quatre cents coups) es una película francesa dramática de 1959, rodada en DyaliScope, la ópera prima del director François Truffaut. Protagonizada por Jean-Pierre Léaud, Albert Rémy y Claire Maurier, es una de las películas definitorias de la Nouvelle Vague (la Nueva Ola), y muestra muchos de los rasgos característicos del movimiento. Escrita por Truffaut y Marcel Moussy, es la historia de Antoine Doinel, un adolescente incomprendido en París que lucha con sus padres y maestros debido a su comportamiento rebelde. Rodada en París y Honfleur, es la primera de una serie de cinco películas en las que Léaud interpreta el personaje semiautobiográfico basado en Truffaut.
Los 400 golpes tuvo numerosos premios y candidaturas a otros, incluido el Premio del Festival de Cine de Cannes al Mejor Director, el Premio OCIC. La película también fue propuesta para un Óscar al mejor guion en 1960. Vendió en Francia un total de 41092.970 entradas, por lo que es la película de más éxito de Truffaut en su país de origen.
Los 400 golpes es ampliamente considerada una de las mejores películas francesas en la historia del cine; en la encuesta de críticos de 2012 de Sight & Sound sobre las mejores películas de todos los tiempos, apareció en el puesto 39.

## Sinopsis
Antoine Doinel es un adolescente parisino no especialmente querido por su familia. Su madre, que lo tuvo de soltera, tiene una conducta severa con él. Su padrastro, por su parte, hace lo posible por tolerarlo.
La falta de atención de su familia hace de Doinel un alumno díscolo en el colegio, pero sus travesuras colman la paciencia de su profesor Sopruss. Un día, falta al colegio junto con su amigo René: allí verá lo buena que es la vida fuera de la escuela, así como cruda y real -tras encontrar a su madre con un amante-. Esta huida del colegio hará que Antoine comience a meterse más en problemas, hasta tal punto que tras sacar un cero en una composición en la que prometió una buena nota a sus padres, se escapa con su amigo y cometen más travesuras.
Un día, al intentar robar una máquina de escribir de la oficina de su padrastro, es descubierto y con el consentimiento de sus familiares, acabará en el reformatorio sin su mejor amigo, solo. Pero cumple un gran sueño que tenía desde pequeño: ver el mar.

## Reparto
- Jean-Pierre Léaud - Antoine Doinel
- Albert Rémy - Julien Doinel, el padrastro de Antoine.
- Claire Maurier - Gilberte Doinel, la madre de Antoine.
- Guy Decomble - Sourpuss, el profesor de la escuela.
- Patrick Auffay - René Bigey, el mejor amigo de Antoine.
- Georges Flamant - Monsieur Bigey, el padre de René.

## Producción

### Título
El título se refiere a una expresión francesa (faire les quatre cents coups), cuya traducción podría ser "hacer las mil y una", que se refiere a todas las trasgresiones del personaje en la película, aunque también juega con el significado estricto de la expresión, es decir, con la enorme cantidad de golpes que la vida propina al protagonista.[cita requerida]

### Temas
La película semiautobiográfica refleja los acontecimientos de la vida de Truffaut y de sus amigos. En el estilo, expresa la influencia de las películas francesas que marcaron a Truffaut, con referencias a otras obras, sobre todo una escena tomada al por mayor de Zéro de conduite, de Jean Vigo. Truffaut dedicó la película al hombre que se convirtió en su padre espiritual, André Bazin, que murió justo cuando la película estaba a punto de comenzar a rodarse.
Además de ser un estudio de personajes, la película es una exposición de las injusticias del tratamiento de delincuentes juveniles en Francia en ese momento.

### Localizaciones
Algunos de los lugares donde se rodó la película:* Avenue Frochot, IX Distrito de París

## Crítica y reconocimientos
En su estreno, en junio de 1959, la película fue vista por 450.000 personas.
Premios del Círculo de Críticos de Cine de Nueva York
| Categoría                           | Resultado |
| ----------------------------------- | --------- |
| Mejor película en lengua extranjera | Ganadora  |

- La película abrió el Festival de Cannes en 1959 y fue ampliamente aclamada. Ganó numerosos premios, incluido el de Mejor Director en Cannes,[11]

- Premio al Mejor Cine Europeo en los Premios Bodil de 1960.

- Fue candidata al premio al mejor guion original en la 32.ª entrega de los premios Óscar.[12]

- La película tiene una calificación 100% "Certificado Fresco" en Rotten Tomatoes, con base en 54 revisiones.[13]

- Se encuentra entre los diez primeros puestos de la lista de Las 50 películas que deberías ver a los 14 años, elaborada por el British Film Institute.[cita requerida]

## Legado
Cineastas como Akira Kurosawa, Luis Buñuel, Woody Allen, Satyajit Ray, Jean Cocteau, Carl Theodor Dreyer, Richard Lester y Norman Jewison dijeron que Los 400 golpes era una de sus películas favoritas. Kurosawa lo llamó "una de las películas más hermosas que he visto".
Truffaut hizo otras cuatro películas en las que Jean-Pierre Léaud apareció como Antoine en etapas posteriores de su vida: Antoine y Colette (que fue la contribución de Truffaut a la antología de 1962 Love at Twenty), Baisers volés, Domicilio conyugal y El amor en fuga.[cita requerida]
La película ocupó el puesto número 29 en la lista de la revista Empire de Las 100 mejores películas del cine mundial en el 2010.
El cartel del Festival Internacional de Cine de Venecia de 2014 rindió homenaje a la película: muestra al personaje de Antoine Doinel interpretado por Jean-Pierre Léaud.

## Observaciones
Según Jean-Pierre Mocky, el travelling al final de la película que muestra corriendo a Antoine Doinel está inspirado en Rashōmon, de Akira Kurosawa, que había visto con François Truffaut y Claude Chabrol en el cine y que les había marcado fuertemente.